# Blyth Arena
El Blayth Arena fou un estadi olímpic situat al complex esportiu de Squaw Valley (Estats Units) i que fou utilitzat durant la realització dels Jocs Olímpics d'Hivern de 1960 en aquest centre esportiu.

## Construcció i us
L'estadi fou construït el 1959 com a seu de la competició d'hoquei sobre gel i patinatge artístic sobre gel d'aquests Jocs, tenint una capacitat de 8.500 persones. No obstant això, durant la realització dels partits d'hoquei sobre gel entre les seleccions dels Estats Units i la Unió Soviètica o Txecoslovàquia la capacitat arribà fins als 10.000 assistents.
El Blyth Arena estava obert per la seva part del sud, tenint en aquesta situació una pista de patinatge de velocitat sobre gel de 400 metres i visió sobre les zones on es realitzaven els salts d'esquí en els trampolins de 70 i 90 metres d'altura.

## Demolició
En finalitzar els Jocs les estructures de fusta dels salts d'esquí no tingueren manteniment per la qual cosa s'anaren deteriorant amb el temps. El 1963 la pista de patinatge de velocitat fou eliminada per construir una zona d'aparcament. Després d'un pèssim manteniment, l'any 1983 l'estadi fou destruït després de la caiguda d'una part de l'estructura a conseqüència d'una important nevada.